# Mahaut d’Artois
Mahaut (Mathilde) d’Artois (ur. 1268, zm. 27 listopada 1329) – hrabina Artois od 1302 roku, par Francji od 1309 roku, jedyna córka Roberta II Szlachetnego i Amicie de Courtenay, matka dwóch królowych Francji i Nawarry: Joanny Burgundzkiej i Blanki Burgundzkiej.

## Pochodzenie
Urodziła się w 1268 roku jako jedyna córka Roberta II Szlachetnego, hrabiego Artois i Amicie de Courtenay. Ze strony ojca była prawnuczką króla Francji Ludwika VIII Lwa, natomiast ze strony matki jej krewnymi byli cesarze łacińscy Baldwin II i Robert I. Miała dwóch braci, lecz tylko jeden z nich – Filip – przeżył dzieciństwo. W 1275 zmarła jej matka. Dwa lata później jej ojciec poślubił Agnes de Dampierre, dziedziczkę Burbonii, której córka z pierwszego małżeństwa była żoną Roberta z Clermonta.

## Małżeństwo
W 1291 roku poślubiła starszego o 20 lat Ottona IV Burgundzkiego, hrabiego-palatyna Burgundii. Owdowiała w 1303 roku.

## Hrabina Artois

### Dziedziczka tytułu ojca
W 1302 roku zmarł ojciec Mahaut. Jego jedyny syn, Filip, zmarł w 1298 roku, więc Mahaut została hrabiną Artois. W ten sposób zignorowała roszczenia do tytułu hrabiego swojego bratanka, 15-letniego Roberta. Wkrótce Robert wystąpił przeciwko swojej ciotce, jednak król Filip IV Piękny w 1309 roku przyznał Mahaut pełnię praw do Artois. Dodatkowo otrzymała tytuł para królestwa Francji. Na mocy wyroku królewskiego Mahaut została zobowiązana do zapłaty 24000 liwrów na rzecz bratanka. Robert otrzymał również kasztelanię Conches, którą w 1262 roku wniosła w posagu matka Mahaut Amicie de Courtenay. Mimo to Robert nie uznawał praw swojej ciotki, w efekcie czego spór pomiędzy hrabiną a jej bratankiem trwał do końca jej życia.
Swoją mocną pozycję na dworze królewskim Mahaut zawdzięczała małżeństwom swoich córek, Joanny i Blanki z Filipem i Karolem, młodszymi synami Filipa IV. Dodatkowo Mahaut była kuzynką królowej Nawarry Joanny I, zmarłej w 1305 roku żony króla Francji.

### Skandal w wieży Nesle
W 1314 roku miał miejsce skandal w wieży Nesle. W kwietniu 1314 roku wszystkie synowe króla Francji (dwie córki Mahaut oraz ich daleka kuzynka, żona króla Nawarry Ludwika Kłótliwego Małgorzata Burgundzka) zostały aresztowane z powodu podejrzenia o cudzołóstwo. Blankę i Małgorzatę skazano na dożywotnie uwięzienie w zamku Chateau-Gaillard z powodu romansu z rycerzami, braćmi d’Aunay, natomiast Joannę uznano za winną zatajenia romansu szwagierek i osadzono w zamku Dourdan.
Mahaut dążyła do uwolnienia Joanny, co udało się po śmierci Filipa IV Pięknego.

### Matka królowych
W czerwcu 1316 roku z niejasnych przyczyn zmarł 27-letni Ludwik X Kłótliwy, następca Filipa IV Pięknego na tronie Francji. Mahaut podejrzewano o otrucie króla, jednak ostatecznie niczego jej nie udowodniono. Wdowa po królu Klemencja Węgierska kilka miesięcy później urodziła syna, Jana Pogrobowca, jednak żył tylko kilka dni. Rozpoczął się spór o sukcesję. Mężowi Joanny udało się przekonać baronów, aby odrzucili prawa 4-letniej Joanny, jedynej córki Ludwika X Kłótliwego i Małgorzaty Burgundzkiej i sam zasiadł na tronie. Aktywną rolę we wspieraniu Filipa pełniła Mahaut oraz stryj Filipa, Karol Walezjusz. Koronacja małżonków odbyła się 9 stycznia 1317 roku w Reims.
Filip V Wysoki zmarł w 1322 a następnym królem został młodszy zięć Mahaut, Karol IV Piękny. W tym samym roku małżeństwo Blanki i Karola zostało unieważnione z powodu zbyt bliskiego pokrewieństwa. Mieli wspólnego przodka, króla Ludwika Lwa oraz Mahaut była matką chrzestną swego zięcia. Blanka zmarła 4 lata później w klasztorze w Maubuisson.

## Śmierć i dziedzictwo
Hrabina podupadła na zdrowiu w 1328 roku. Zmarła 27 listopada 1329 roku. Została pochowana w Maubuisson, lecz jej szczątki przeniesiono do Bazyliki w Saint-Denis. Jej córka Joanna została hrabiną Artois, lecz przeżyła matkę tylko o 2 miesiące. Następną dziedziczką Artois została najstarsza wnuczka Mahaut, księżna Burgundii Joanna (żona Eudoksjusza IV, brata królowych Małgorzaty Burgundzkiej i Joanny Kulawej).

## Potomstwo
Z małżeństwa z Ottonem IV miała dwie córki i jednego syna:
- Joannę Burgundzką (ur. 1291, zm. 1330) dziedziczkę tytułów ojca i matki, królową Francji i Nawarry (żonę Filipa V Wysokiego),
- Blankę Burgundzką (ur. ok. 1296, zm. 1326) królową Francji i Nawarry (żonę Karola IV Pięknego).
- Roberta Burgundzkiego (ur. ok. 1300, zm. 1317) zaręczonego z najmłodszą córką króla Anglii Edwarda I i Małgorzaty Francuskiej Eleonorą.

## Mahaut d’Artois w literaturze
Mahaut d’Artois jest jedną z bohaterek historycznego cyklu powieściowego Maurice’a Druona Królowie przeklęci. Poniższe informacje są zaczerpnięte z tych powieści:
Postać kontrowersyjna i budząca strach, hrabina d’Artois znana była z intryg. Mahaut podejrzewa się o otrucie:
- Wilhelma de Nogaret,
- Karola de Valois (brat Filipa IV Pięknego),
- króla Ludwika X Kłótliwego (dosypała do czarki z migdałami bardzo silną truciznę),
- syna Ludwika Kłótliwego i Klemencji Węgierskiej – Jana I Pogrobowca (była jego matką chrzestną, przedstawiając niemowlę Radzie Baronów Francji, przyłożyła do jego ust chusteczkę nasączoną trucizną, którą wcześniej zabiła jego ojca). Krąży historia jakoby dzieci zostały podmienione, Jan przeżył a zginęło dziecko jego mamki Marii de Cresay, szlachcianki z Neples. Te liczne zgony, były komentowane jako następstwa klątwy Wielkiego Mistrza Zakonu Templariuszy – Jakuba de Molaya.

Następnie działania hrabiny Mahaut zostały pokierowane przeciwko królowej Izabeli – żonie króla Anglii, Edwarda II. Królowa Izabela została kochanką sir Rogera Mortimera, który za jawne występowanie przeciwko królowi Edwardowi II musiał uchodzić z Anglii i zdobył schronienie we Francji, mściwa Mahaut nakłoniła króla Karola Pięknego (rodzonego brata Izabeli), aby ten wygnał siostrę i jej kochanka do Anglii, co było równoznaczne z wyrokiem śmierci (Mahaut bowiem napisała list do króla Edwarda II informując go o zdradzie Izabeli i nakłaniając go do wydania na królową i Mortimera wyroku śmierci, skłoniła króla także do uwięzienia jako przynęty żony Rogera Mortimera, lady Jane Mortimer w Tower).
Hrabiną Mahaut kierowała zemsta – Izabela doprowadziła do skazania na dożywotnie uwięzienie jej córek uwikłanych w tzw. skandal z wieży Nesle. Hrabina wywierała znaczny wpływ na politykę swego zięcia, króla Filipa V Wysokiego, męża jej córki Joanny (nakłoniła go aby ten skonfiskował niemal wszystkie dobra jej bratanka Roberta d’Artois, doprowadziła do skazania go na areszt domowy – mógł się on poruszać tylko po Paryżu, poza Paryżem i tylko pod silną eskortą i bez broni, mógł wyruszyć nie dalej niż 20 mil).
Hrabina Mahaut bezwzględnie i „po trupach” dążyła do jednego celu, za wszelką cenę pragnęła, aby jej córki zostały królowymi Francji, aby to osiągnąć nie wahała się nawet zabijać. Gdy Karol IV Piękny został w 1322 r. królem Francji, odwiedziła swą córkę Blankę, żonę Karola, – trzymaną nadal w odosobnieniu, mając nadzieję na skojarzenie i powtórne zejście się pary, Blanka jednak zaszła w ciążę i była zakochana w strażniku więziennym. Rozwścieczona Mahaut wyrzekła się córki jednak strażnikowi powiedziała, że wróży mu wielką karierę.
Zmarła w 1329 r. najprawdopodobniej otruta (podano jej taką samą dawkę trucizny, przez jaką zmarł Ludwik X Kłótliwy, ten zmarł w 3 dni, Mahaut umarła po 34 dniach) przez swą zaufaną dwórkę „czarownicę”, alchemiczkę i znachorkę Beatrice d’Hirson, która działała z inspiracji Roberta d’Artois.